# Polygonia hokkaidensis
Polygonia hokkaidensis är en fjärilsart som beskrevs av Shuhei Nomura 1937. Polygonia hokkaidensis ingår i släktet Polygonia och familjen praktfjärilar. Inga underarter finns listade i Catalogue of Life.